# 5458 Айзман
5458 Айзман (1980 TB12, 1972 HM1, 1980 VM, 1989 GY2, 5458 Aizman) — астероїд головного поясу, відкритий 10 жовтня 1980 року.
Тіссеранів параметр щодо Юпітера — 3,181.